# Festival de la Cançó d'Eurovisió 2015
El Festival de la Cançó d'Eurovisió 2015 fou la 60a edició d'aquest esdeveniment musical. Les dates aprovades per la UER foren el 19, 21 i 23 de maig de 2015, i tingué lloc a Àustria. El país centre-europeu acollí aquesta edició gràcies al fet que la seva representant Conchita Wurst havia guanyat l'edició de 2014 a Copenhaguen amb la cançó Rise like a Phoenix.

El complex Wiener Stadthalle

## Seu del festival
La televisió pública austríaca ORF fou l'organitzadora de l'esdeveniment. Tres ciutats van ser acceptades com a candidates oficials a acollir el festival: Viena, Innsbruck i Graz. Finalment, el 6 d'agost de 2014 l'ORF va anunciar que la seu escollida era el Wiener Stadthalle de la capital austríaca, Viena.
El 19 de desembre de 2014 van ser anunciades les tres presentadores de l'esdeveniment: Mirjam Weichselbraun, Alice Tumler i Arabella Kiesbauer. Conchita Wurst faria les entrevistes a la Green Room.

## Països participants

Països participants que es van classificar per a la final.
Països participants que no es van classificar per a la final.
Països que hi van participar al passat però no el 2015.

La següent taula mostra la llista dels 40 participants confirmats per la UER. La llista oficial es va fer pública el 23 de desembre de 2014: 
| País             | Ens televisiu | Preselecció per Eurovisió 2015 | Candidats proposats                                                                                                  |
| ---------------- | --- | --- | --- |
| Albània          | RTSH (Radio Televizioni Shqiptar) - Semifinal 1                                                                                          | La RTSH escull un cop més el guanyador de l'històric Festivali i Këngës com a representat albanès al festival. La final va tindre lloc el 28 de desembre de 2014, però la cançó original va ser canviada i la nova proposta es va presentar el 15 de març de 2015. | Elhaida Dani representà Albània al festival de 2015 amb la cançó I'm alive.                                          |
| Alemanya         | ARD (Arbeitsgemeinschaft er öffentlich-rechtlichen Rundfunkanstalten der Bundesrepublik Deutschland) - Finalista / Vota a la Semifinal 2 | La televisió pública alemanya va confirmar la seva participació al proper festival. En aquesta ocasió també va optar per una preselecció oberta anomenada Unser Song für Österreich, que va tindre lloc el 5 de març de 2015 a la ciutat d'Hannover. | Ann Sophie representà Alemanya al festival de 2015 amb la cançó Black smoke.                                         |
| Armènia          | ARMTV (Armenian Television) - Semifinal 1                                                                                                | La televisió armènia va confirmar la seva participació, i que procediria amb una elecció interna de nou. L'11 de febrer de 2015 es va anunciar el grup escollit internament, així com el títol de la cançó, que va ser finalment presentada el 12 de març de 2015. | Genealogy representaren Armènia al festival de 2015 amb la cançó Don't deny.                                         |
| Austràlia        | SBS (Special Broadcasting Service) - Convidat a la Final / Vota a les dues Semifinals                                                    | La UER, l'organitzadora del festival d'Eurovisió, va anunciar el 10 de febrer de 2015 que Austràlia participaria com a concursant de ple dret. Així, Austràlia es converteix en el primer país fora de l'Àrea de Radiodifusió Europea en participar en el festival, tot i que, si no aconseguia guanyar, no podria tornar a concursar degut a la seva condició de país convidat. La SBS va confirmar posteriorment que escolliria el seu representant internament i així el va presentar públicament el 5 de març de 2015. La cançó va ser publicada el 16 de març de 2015. | Guy Sebastian representà Austràlia al festival de 2015 amb la cançó Tonight again.                                   |
| Àustria          | ORF (Österreichischer Rundfunk) - Finalista / Vota a la Semifinal 1                                                                      | L'ORF serà la televisió amfitriona del festival de 2015. Aquest cop, la televisió austríaca va anunciar que organitzaria una preselecció oberta per escollir el seu representant. La final d'aquesta preselecció es va dur a terme el 13 de març de 2015. | The Makemakes representaren Àustria al festival de 2015 amb la cançó I am yours.                                     |
| Azerbaidjan      | ITV (Ictimai Televiziya) - Semifinal 2                                                                                                   | L'ITV va confirmar la seva participació al proper festival. Un cop més, l'elecció d'artista i cançó va ser interna, els quals van ser presentats el 15 de març de 2015. | Elnur Huseynov representà Azerbaidjan al festival de 2015 amb la cançó Hour of the wolf.                             |
| Bèlgica          | RTBF (Radio Télévision de la Belgique Francophone) - Semifinal 1                                                                         | L'ens francòfon RTBF pren el relleu de la televisió flamenca VRT quant a l'organització de la preselecció belga. L'RTBF va anunciar que escolliria l'artista de forma interna, i així el va anunciar el 3 de novembre de 2014; la cançó va ser presentada el 10 de març de 2015. | Loïc Nottet representà Bèlgica al festival de 2015 amb la cançó Rhythm inside.                                       |
| Belarús          | BTRC (Belaruskaja Tele-Radio Campanjia) - Semifinal 1                                                                                    | La BTRC va organitzar un cop més la seva preselecció oberta anomenada EuroFest, que va tindre lloc el 26 de desembre de 2014. | Uzari i Maimuna representaren Belarús al festival de 2015 amb la cançó Time.                                         |
| Dinamarca        | DR (Danmarks Radio) - Semifinal 1 | La DR va confirmar la seva participació al proper festival; un cop més, va organitzar el seu tradicional Melodi Grand Prix, la final del qual va tindre lloc el 7 de febrer de 2015 a la ciutat d'Aalborg. | Anti Social Media representaren Dinamarca al festival de 2015 amb la cançó The way you are.                          |
| Eslovènia        | RTVSLO (Radiotelevizija Slovenija) - Semifinal 2                                                                                         | La televisió eslovena va confirmar que tornaria a organitzar la seva preselecció oberta habitual anomenada EMA. La final es va dur a terme el 28 de febrer de 2015. | Maraaya representaren Eslovènia al festival de 2015 amb la cançó Here for you.                                       |
| Espanya          | TVE (Televisión Española) - Finalista / Vota a la Semifinal 1                                                                            | L'ens públic espanyol TVE va anunciar el 14 de gener de 2015 l'artista escollida internament, així com el títol de la cançó que interpretarà en el festival. La cançó va ser presentada públicament l'1 de març de 2015. | Edurne representà Espanya al festival de 2015 amb la cançó Amanecer.                                                 |
| Estònia          | ERR (Eesti Rahvusringhääling) - Semifinal 1                                                                                              | L'ERR va tornar a organitzar la seva preselecció oberta anomenada Eesti Laul. La final va tindre lloc el 21 de febrer de 2015. | Elina Born i Stig Rästa representaren Estònia al festival de 2015 amb la cançó Goodbye to yesterday.                 |
| Finlàndia        | YLE (Yleisradio) - Semifinal 1 | L'ens finlandès va confirmar la seva participació al festival de 2015. Un cop més, va organitzar la seva preselecció oberta anomenada UMK. | Pertti Kurikan Nimipäivät representaren Finlàndia al festival de 2015 amb la cançó Aina mun pitää.                   |
| França           | France Télévisions - Finalista / Vota a la Semifinal 1                                                                                   | La direcció de France Télévisions va confirmar que tant l'elecció del representant francès com la posterior retransmissió del festival passaria del canal France 3 al canal France 2. L'elecció d'artista i cançó tornà a ser interna en aquesta ocasió; l'artista i el títol de la cançó van ser anunciats el 23 de gener de 2015. | Lisa Angell representà França al festival de 2015 amb la cançó N'oubliez pas.                                        |
| Geòrgia          | GPB (Georgian Public Broadcasting) - Semifinal 1                                                                                         | L'ens públic georgià va confirmar la seva participació al festival. En aquesta ocasió, la GPB va optar per recuperar el format de preselecció oberta d'una sola gala, que va tindre lloc el 14 de gener de 2015. | Nina Sublatti representà Geòrgia al festival de 2015 amb la cançó Warrior.                                           |
| Grècia           | NERIT (Nea Elliniki Radiophonia, Internet kai Tileorassi) - Semifinal 1                                                                  | La NERIT va confirmar la seva participació al festival, tot i que aquesta depenia de l'admissió definitiva de la NERIT com a membre actiu de la UER, que no es va fer efectiva fins al 4 de desembre de 2014; així doncs, finalment el nou ens públic grec podia participar en el festival de 2015. La televisió pública grega va tornar a cooperar amb un ens privat, MAD TV, per organitzar una preselecció oberta, que va tindre lloc el 4 de març de 2015. | Maria Elena Kyriacou representà Grècia al festival de 2015 amb la cançó One last breath.                             |
| Hongria          | MTV (Magyar Televizió) - Semifinal 1 | La televisió pública hongaresa va confirmar que tornaria a apostar pel seu actual sistema de preselecció oberta, anomenat A Dal. La final va tindre lloc el 28 de febrer de 2015. | Boggie representà Hongria al festival de 2015 amb la cancó Wars for nothing.                                         |
| Irlanda          | RTÉ (Radio Telefís Éireann) - Semifinal 2                                                                                                | La televisió irlandesa va confirmar que canviaria el procés de selecció de la seva candidatura pel 2015, tot i que la preselecció continuaria sent completament oberta. La gala de preselecció, anomenada Eurosong, va tindre lloc el 27 de febrer de 2015. | Molly Sterling representà Irlanda al festival de 2015 amb la cancó Playing with numbers.                             |
| Islàndia         | RUV (Ríkisútvarpid) - Semifinal 2 | L'ens islandès va organitzar un cop més la seva preselecció oberta habitual anomenada Söngvakeppnin. La final es va dur a terme el 14 de febrer de 2015. | Maria Olafs representà Islàndia al festival de 2015 amb la cançó Unbroken.                                           |
| Israel           | IBA (Israel Broadcasting Authority) - Semifinal 2                                                                                        | El govern israelià va confirmar que tancaria l'IBA el mes de març del 2015 a causa de la seva insostenibilitat pressupostària. Estava previst que un nou ens substituís l'IBA just després del seu tancament, la qual cosa possibilitaria la participació israeliana al festival si el govern d'Israel arribava a un acord amb la UER, com ja va fer Grècia l'any anterior. L'IBA va confirmar finalment la seva participació; el seu representant va sortir escollit de la versió local del talent show Rising Star, la final del qual va tindre lloc el 17 de febrer de 2015. La cançó es va escollir de forma interna posteriorment i va ser presentada públicament el 12 de març de 2015. | Nadav Guedj representà Israel al festival de 2015 amb la cançó Golden boy.                                           |
| Itàlia           | RAI (Radiotelevisione Italiana) - Finalista / Vota a la Semifinal 2                                                                      | L'ens públic italià permetia en aquesta ocasió que el guanyador del seu històric Festival de Sanremo representés Itàlia al festival; en cas que l'artista no volgués participar-hi, la RAI escolliria internament un altre cantant que n'estigués interessat. La final del Festival de Sanremo va tindre lloc el 14 de febrer de 2015 i els guanyadors van acceptar representar Itàlia al festival. | Il Volo representaren Itàlia al festival de 2015 amb la cançó Grande amore.                                          |
| Letònia          | LTV (Latvijas Televizija) - Semifinal 2                                                                                                  | Latvijas Televizija va confirmar la seva participació al festival. En aquesta ocasió, la televisió letona va estrenar un nou format de preselecció oberta anomenat Supernova, la final del qual va tindre lloc el 22 de febrer de 2015. | Aminata representà Letònia al festival de 2015 amb la cançó Love injected.                                           |
| Lituània         | LRT (Lietuvos Radijas ir Televizija) - Semifinal 2                                                                                       | Lietuvos Radijas ir Televizija va confirmar que tornaria a organitzar una preselecció oberta per escollir el seu representant al proper festival. La final es va dur a terme el 21 de febrer de 2015. | Monika Linkyté i Vaidas Baumila representaren Lituània al festival de 2015 amb la cançó This time.                   |
| ARI de Macedònia | MRT (Makedonska Radio Televizija) - Semifinal 1                                                                                          | Makedonska Radio Televizija va confirmar la seva participació i va anunciar que el seu representant seria el guanyador de l'Skopje Fest, que va tenir lloc el 12 de novembre de 2014. | Daniel Kajmakoski representà l'ARI de Macedònia al festival de 2015 amb la cançó Autumn leaves.                      |
| Malta            | PBS Malta (Public Broadcasting Services / Television Malta) - Semifinal 2                                                                | La televisió maltesa va organitzar un cop més una preselecció oberta, anomenada MESC, la final de la qual va tindre lloc el 22 de novembre de 2014. | Amber representà Malta al festival de 2015 amb la cançó Warrior.                                                     |
| Moldàvia         | TRM (Teleradio Moldova) - Semifinal 1 | La TRM va confirmar la seva participació al festival, així com l'organització un cop més de la seva preselecció pública anomenada O melodie pentru Europa, la final de la qual es va dur a terme el 28 de febrer de 2015. | Eduard Romanyuta representà Moldàvia al festival de 2015 amb la cancó I want your love.                              |
| Montenegro       | RTCG (Radiotelevizija Crne Gore) - Semifinal 2                                                                                           | La RTCG ha confirmat la seva participació al festival. Un cop més, l'elecció d'artista i cançó és completament interna. L'artista va ser presentat públicament el 31 d'octubre de 2014. | Knez representà Montenegro al festival de 2015 amb la cançó Adio.                                                    |
| Noruega          | NRK (Norsk Rikskringkasting) - Semifinal 2                                                                                               | La NRK va obrir la convocatòria de propostes per al seu històric festival de preselecció anomenat Melodi Grand Prix. La final va tindre lloc el 14 de març de 2015. | Mørland i Debrah Scarlett representaren Noruega al festival de 2015 amb la cançó A monster like me.                  |
| Països Baixos    | AvroTros (Televisie Radio Omroep Stichting) - Semifinal 1                                                                                | El conjunt de canals públics neerlandesos AvroTros va confirmar la seva participació al festival. L'elecció d'artista i cançó tornà a ser un cop més interna: l'artista escollida va ser anunciada el 10 de novembre de 2014, i la seva cançó va ser presentada l'11 de desembre de 2014. | Trijntje Oosterhuis representà els Països Baixos al festival de 2015 amb la cançó Walk along.                        |
| Polònia          | TVP (Telewizja Polska) - Semifinal 2 | La TVP va confirmar la seva participació al festival, així com que tornaria a realitzar una selecció interna tant d'artista com de cançó, els quals van ser anunciats el 9 de març de 2015. | Monika Kuszyńska representà Polònia al festival de 2015 amb la cançó In the name of love.                            |
| Portugal         | RTP (Radiotelevisão Portuguesa) - Semifinal 2                                                                                            | La RTP va confirmar que escolliria el seu representant, un cop més, mitjançant el seu històric festival da Cançao, que va tindre lloc el 7 de març de 2015. | Leonor Andrade representà Portugal al festival de 2015 amb la cançó Há um mar que nos separa.                        |
| Regne Unit       | BBC (British Broadcasting Corporation) - Finalista / Vota a la Semifinal 2                                                               | La BBC va confirmar la seva participació al festival de 2015; posteriorment, va obrir una convocatòria pública per rebre propostes. Després d'avaluar les propostes rebudes, el 7 de març de 2015 la cadena britànica va presentar l'artista i cançó escollits. | Electro Velvet representaren el Regne Unit al festival de 2015 amb la cançó Still in love with you.                  |
| Txèquia          | CT (Ceská Televize) - Semifinal 2 | Malgrat que l'ens públic txec havia descartat en un principi retornar al festival després de cinc anys d'absència, el 19 de novembre de 2014 va confirmar finalment la seva participació al festival. També va confirmar que l'elecció d'artista i cançó serien completament internes; els artistes escollits i el títol de la cançó es van fer públics el 31 de gener de 2015. La cançó va ser presentada el 10 de març de 2015. | Marta Jandová i Václav Noid Bárta representaren la República Txeca al festival de 2015 amb la cançó Hope never dies. |
| Romania          | TVR (Televiziunea Româna) - Semifinal 1                                                                                                  | L'ens públic romanès va confirmar la seva participació al festival i l'organització, un cop més, de la seva habitual preselecció oberta anomenada Selectia Nationala, la final de la qual va tindre lloc el 8 de març de 2015. | Voltaj representaren Romania al festival de 2015 amb la cançó De la capăt.                                           |
| Rússia           | CR1 (Channel One Russia) - Semifinal 1                                                                                                   | Després de la participació de l'ens públic Rússia 1 al festival de 2014, la CR1 pren el relleu com a responsable de la participació russa al festival de 2015. Com havia fet els darrers anys, la CR1 va escollir internament el seu representant; tant l'artista com el títol de la cançó van ser anunciats el 9 de març de 2015. La cançó va ser publicada el 15 de març de 2015. | Polina Gagarina representà Rússia al festival de 2015 amb la cançó A million voices.                                 |
| San Marino       | SMTV (Radiotelevisione della Repubblica di San Marino) - Semifinal 2                                                                     | La SMTV va confirmar la seva participació al proper festival i va tornar a seleccionar els seus representants internament. Els artistes escollits van ser presentats públicament el 27 de novembre de 2015 i la seva cançó va ser publicada el 15 de març de 2015. | Michele Perniola i Anita Simoncini representaren San Marino al festival de 2015 amb la cançó Chain of lights.        |
| Sèrbia           | RTS (Radiotelevizija Srbije) - Semifinal 1                                                                                               | La televisió pública sèrbia va confirmar finalment el seu retorn al festival després d'un any d'absència causat per les seves dificultats financeres. La RTS va confirmar a més l'organització d'una preselecció semi-oberta, on només prendrien part tres cançons compostes per Vladimir Graic; aquesta gala va tindre lloc el 15 de febrer de 2015. | Bojana Stamenov representà Sèrbia al festival de 2015 amb la cançó Beauty never lies.                                |
| Suècia           | SVT (Sveriges Television) - Semifinal 2                                                                                                  | La SVT tornà a organitzar el seu històric festival de preselecció anomenat Melodifestivalen. La final va tindre lloc al Friends Arena d'Estocolm el 14 de març de 2015. | Måns Zelmerlöw representà Suècia al festival de 2015 amb la cançó Heroes.                                            |
| Suïssa           | SRF (Schweizer Rundfunk und Fernsehen) - Semifinal 2                                                                                     | L'agrupació de canals de televisió suïssos tornaren a organitzar una preselecció oberta per escollir el seu representant al festival de 2015; la final televisada es va dur a terme el 31 de gener de 2015 i va tindre lloc, un cop més, a la ciutat de Kreuzlingen. | Mélanie René representà Suïssa al festival de 2015 amb la cançó Time to shine.                                       |
| Xipre            | CyBC (Cyprus Broadcasting Corporation) - Semifinal 2                                                                                     | L'ens públic xipriota va confirmar el seu retorn al festival després d'un any d'absència causat per les seves dificultats financeres. A més, va anunciar que organitzaria una preselecció oberta, la final de la qual va tindre lloc l'1 de febrer de 2015. | John Karayiannis representà Xipre al festival de 2015 amb la cançó One thing I should have done.                     |

## Resultats
Semifinal 1: 19 de maig de 2015
| Posició | País             | Artista                 | Cançó                | Puntuació |
| ------- | ---------------- | ----------------------- | -------------------- | --------- |
| 01      | Rússia           | Polina Gagarina         | A Milion Voices      | 182       |
| 02      | Bèlgica          | Loïc Nottet             | Rhythm inside        | 149       |
| 03      | Estònia          | Elina Born & Stig Rästa | Goodbye to Yesterday | 105       |
| 04      | Geòrgia          | Nina Sublatti           | Warrior              | 98        |
| 05      | Romania          | Voltaj                  | De la capat          | 89        |
| 06      | Grècia           | Maria Eelena Kyriakou   | One last breath      | 81        |
| 07      | Armènia          | Genealogy               | Face the shadow      | 77        |
| 08      | Hongria          | Boggie                  | Wars for nothing     | 67        |
| 09      | Sèrbia           | Bojana Stamendov        | Beauty never lies    | 63        |
| 10      | Albània          | Elhaida Dani            | I'm alive            | 62        |
| 11      | Moldàvia         | Eduard Romanyuta        | I want your love     | 41        |
| 12      | Belarús          | Uzari & Maimuna         | Time                 | 39        |
| 13      | Dinamarca        | Anti Social Media       | The way your are     | 33        |
| 14      | Països Baixos    | Trijntje Oosterhuis     | Walk Along           | 33        |
| 15      | ARI de Macedònia | Daniel Kajmakoski       | Autumn leaves        | 28        |
| 16      | Finlàndia        | PKN                     | Aina mun pitää       | 13        |

Semifinal 2: 21 de maig de 2015
| Posició | País        | Artista                           | Cançó                        | Puntuació |
| ------- | ----------- | --------------------------------- | ---------------------------- | --------- |
| 01      | Suècia      | Mans Zelmerlöw                    | Heroes                       | 217       |
| 02      | Letònia     | Aminata                           | Love Injected                | 155       |
| 03      | Israel      | Madav Guedj                       | Golden Boy                   | 151       |
| 04      | Noruega     | Morland & Debrah Scarlett         | A monster like me            | 123       |
| 05      | Eslovènia   | Maraaya                           | Here for you                 | 92        |
| 06      | Xipre       | John Karayiannis                  | One thing I should have done | 87        |
| 07      | Lituània    | Monika Linkyte & Vaidas Baumila   | This Time                    | 67        |
| 08      | Polònia     | Monika Kuszynska                  | In the name of love          | 57        |
| 09      | Montenegro  | Knez                              | Adio                         | 57        |
| 10      | Azerbaidjan | Elnur Hüsneynov                   | Hour of the wolf             | 53        |
| 11      | Malta       | Amber                             | Warrior                      | 43        |
| 12      | Irlanda     | Molly Sterling                    | Playing with numbers         | 35        |
| 13      | Txèquia     | Marta Jandová & Václav Noid Bárta | Hope never dies              | 33        |
| 14      | Portugal    | Leonor Andrade                    | Há un mar que nos separa     | 19        |
| 15      | Islàndia    | María Ólafsdóttir                 | Unbroken                     | 14        |
| 16      | San Marino  | Michele & Anita                   | Chain of lights              | 11        |
| 17      | Suïssa      | Mélanie René                      | Time to shine                | 4         |

### Ordre de votació
| 1. Montenegro · 2. Malta · 3. Finlàndia · 4. Grècia · 5. Portugal · 6. Romania · 7. Belarús · 8. Albània · 9. Moldàvia · 10. Azerbaidjan · 11. Letònia · 12. Sèrbia · 13. Estònia | 14. Dinamarca · 15. Suïssa · 16. Bèlgica · 17. França · 18. Armènia · 19. Irlanda · 20. Suècia · 21. Alemanya · 22. Austràlia · 23. Txèquia · 24. Espanya · 25. Àustria · 26. ARI de Macedònia | 27. Eslovènia · 28. Hongria · 29. Regne Unit · 30. Geòrgia · 31. Lituània · 32. Països Baixos · 33. Polònia · 34. Israel · 35. Rússia · 36. San Marino · 37. Itàlia · 38. Islàndia · 39. Xipre · 40. Noruega |

### Máximes puntuacions
Després de la votació, els països que van rebre 12 punts a la Final van ser:
| N. | A           | De                                                                    |
| -- | ----------- | --------------------------------------------------------------------- |
| 12 | Suècia      | AUS · BEL · DEN · FIN · ISL · ITA · LAT · NOR · POL · SVN · SUI · GBR |
| 9  | Itàlia      | ALB · CYP · GRE · ISR · MLT · POR · ROU · RUS · ESP                   |
| 5  | Rússia      | ARM · AZE · BLR · EST · DEU                                           |
| 3  | Bèlgica     | FRA · HUN · NED                                                       |
| 3  | Letònia     | IRL · LTU · SMR                                                       |
| 2  | Austràlia   | AUT · SWE                                                             |
| 1  | Albània     | MKD                                                                   |
| 1  | Armènia     | GEO                                                                   |
| 1  | Azerbaidjan | CZE                                                                   |
| 1  | Montenegro  | SRB                                                                   |
| 1  | Sèrbia      | MNE                                                                   |
| 1  | Romania     | MDA                                                                   |

## Altres membres de la UER que no hi participen
- Andorra: La RTVA va comentar al seu web que no tenien cap intenció de retornar al festival el 2015.
- Bòsnia i Hercegovina: La BHRT, tot i preinscriure's al festival, va haver de renunciar-hi finalment per la manca de finançament.
- Bulgària: La BNT va declinar retornar al festival a causa de la manca de pressupost i de patrocinadors, tot i haver-s'hi preinscrit.
- Croàcia: L'HRT va confirmar que no retornaria al festival després d'enretirar-se l'any anterior per problemes econòmics i insatisfacció amb els darrers resultats.
- Eslovàquia: La RTVS va confirmar la seva absència a causa un cop més del baix pressupost de què disposa i del desinterès per part del públic i els músics eslovacs.
- Luxemburg: La RTL va reiterar un cop més la seva absència al festival.
- Mònaco: Malgrat els rumors que apuntaven a un possible retorn de la TMC de la mà d'un artista local, el canal monegasc va anunciar finalment que no tornaria a participar en el festival el 2015.
- Turquia: La TRT va anunciar que no tenia plans de posar fi al seu boicot al festival que va iniciar el 2013 a causa dels desacords en les regles i els continguts que no s'ajusten als valors promoguts per l'actual govern turc.
- Ucraïna: La Companyia Nacional de Televisió Ucraïnesa va anunciar que no participaria en el festival de 2015 degut a la complicada situació bèl·lica que viu el país unit a la manca de finançament que pateix l'ens.

Els membres restants de la UER (Marroc, Algèria, Tunísia, Líbia, Egipte, Líban i Jordània) no han participat mai al festival (excepte el Marroc el 1980) i tampoc han mostrat un veritable interès a fer-ho, per raons culturals, polítiques i econòmiques.
L'ens televisiu 1FLTV, única televisió que opera amb seu a Liechtenstein, va presentar la seva candidatura a convertir-se en un nou membre actiu de la UER, la qual cosa permetria a aquest país participar en el festival de 2015; però, de moment, aquesta no ha estat acceptada per l'organisme europeu i ja no podrà debutar al proper festival.

## Final

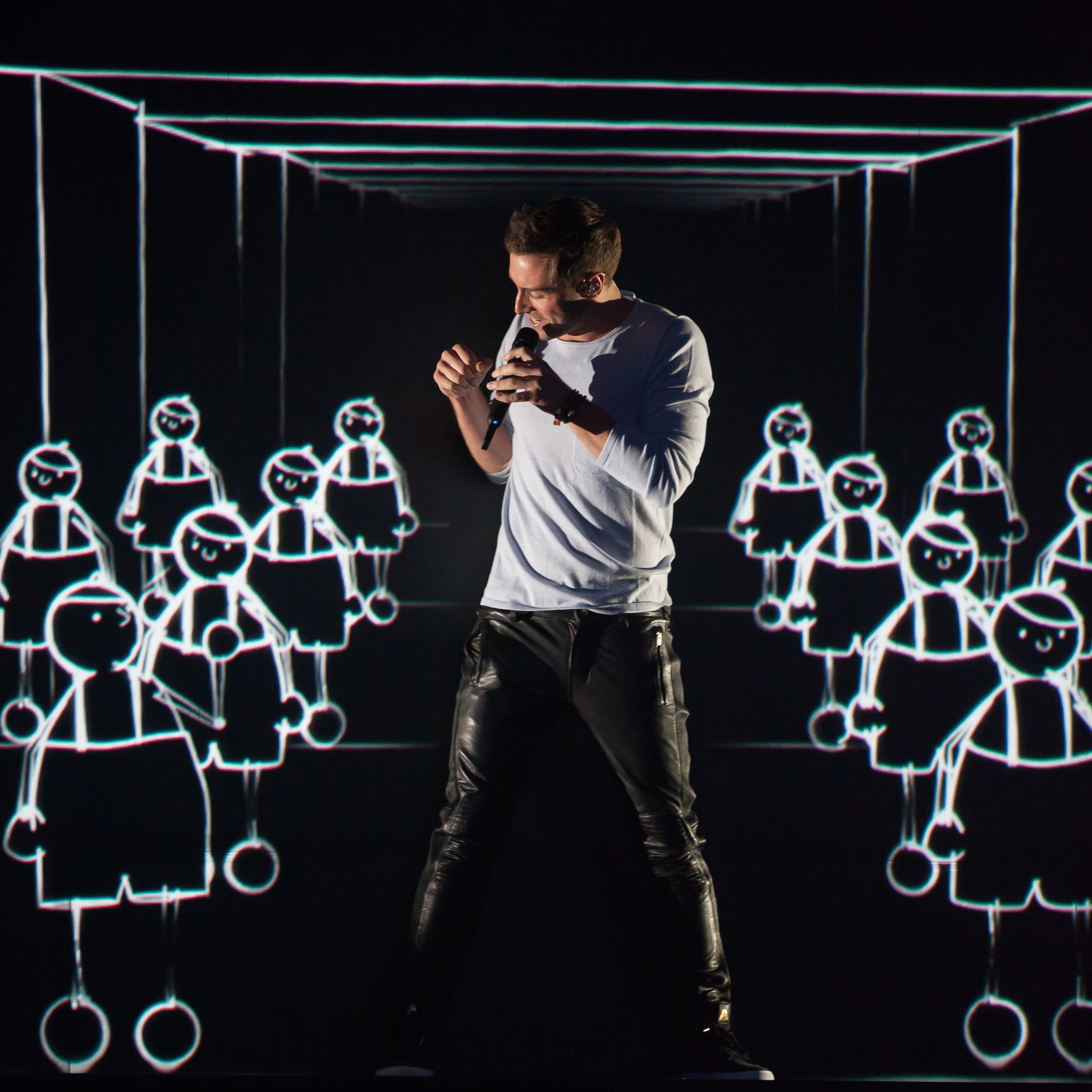
Måns Zelmerlöw amb Heroes va aconseguir la sisena victòria de Suècia en Eurovisió, amb 365 punts.
SWE

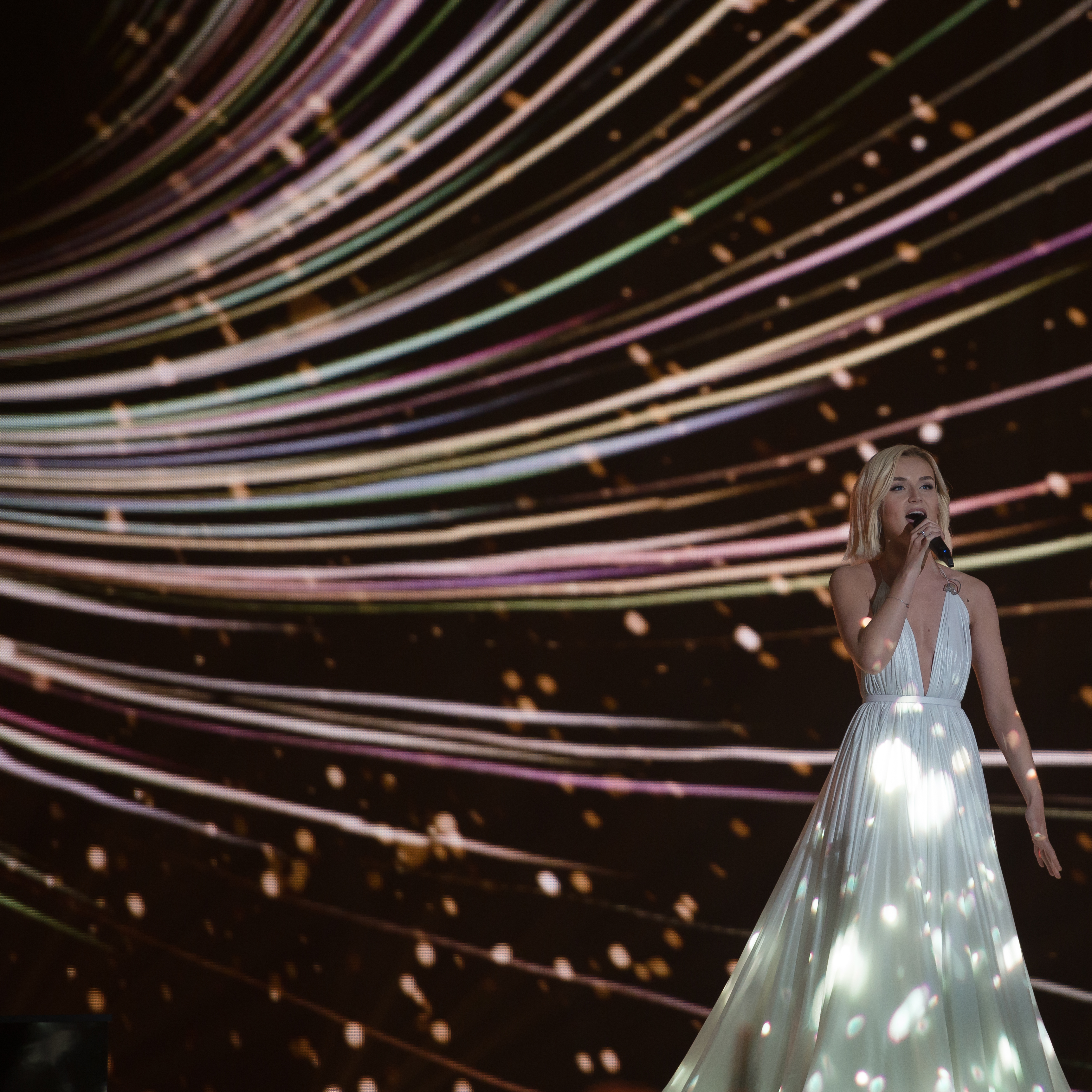
Polina Gagarina, que va finalitzar en segona posició, va aconseguir que, per primer cop, un subcampió superi els 300 punts.
RUS

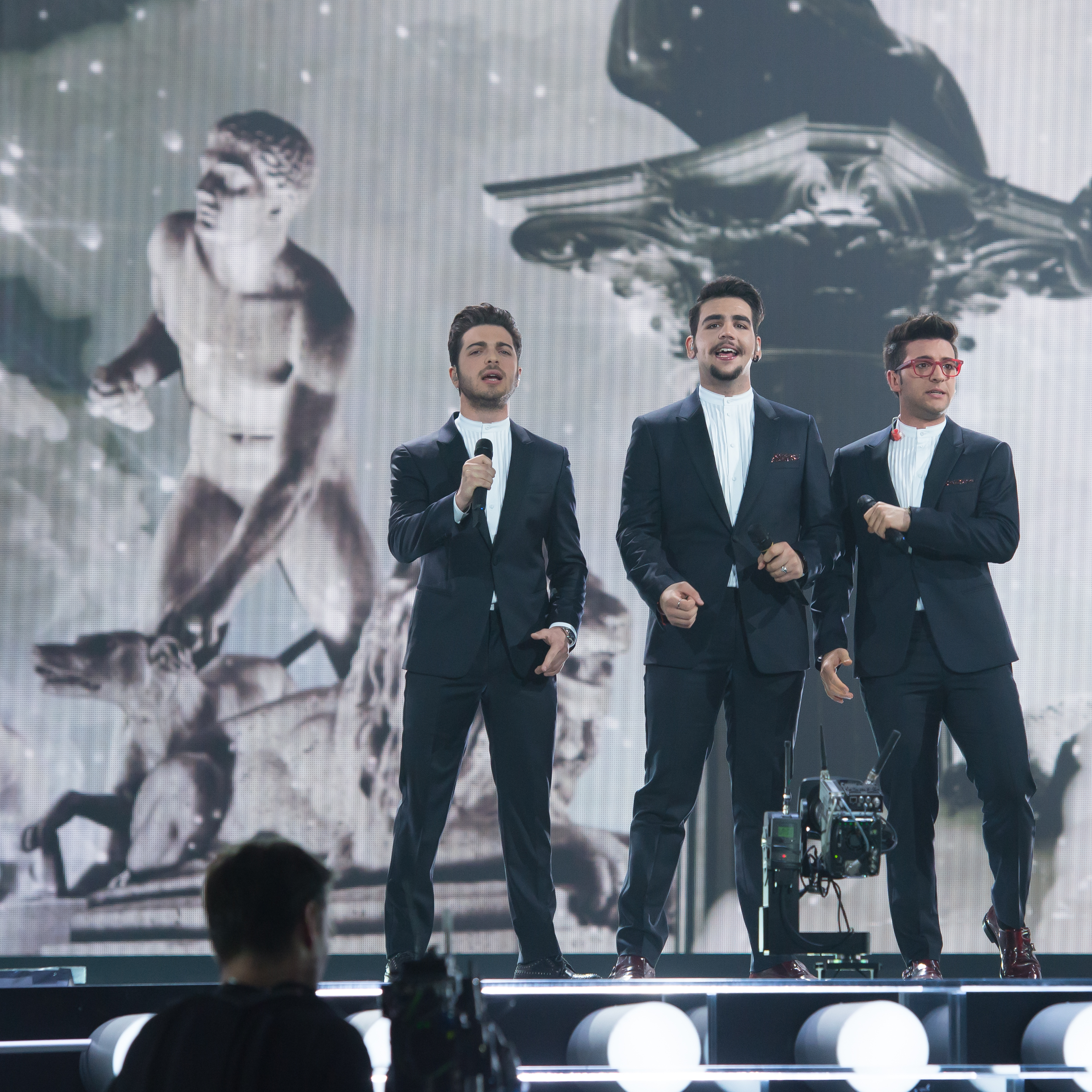
El grup líric Il Volo va tancar el top 3 amb 292 punts.
ITA

La Gran Final d'Eurovisió se celebrà dissabte 23 de maig del 2015 al Wiener Stadthalle a les 21.00 CET, amb vint-i-set països classificats, incloent un país convidat excepcional, Austràlia.
| Nº | País        | Cantant/s                       | Cançó                          | Posició | Pts. |
| -- | ----------- | ------------------------------- | ------------------------------ | ------- | ---- |
| 01 | Eslovènia   | Maraaya                         | "Here for you"                 | 14      | 39   |
| 02 | França      | Lisa Angell                     | "N'oubliez pas"                | 25      | 4    |
| 03 | Israel      | Nadav Guedj                     | "Golden boy"                   | 9       | 97   |
| 04 | Estònia     | Elina Born & Stig Rästa         | "Goodbye to yesterday"         | 7       | 106  |
| 05 | Regne Unit  | Electro Velvet                  | "Still in love with you"       | 24      | 5    |
| 06 | Armènia     | Genealogy                       | "Face the shadow"              | 16      | 34   |
| 07 | Lituània    | Monika Linkytė & Vaidas Baumila | "This time"                    | 18      | 30   |
| 08 | Sèrbia      | Bojana Stamenov                 | "Beauty never lies"            | 10      | 53   |
| 09 | Noruega     | Mørland & Debrah Scarlett       | "A monster like me"            | 8       | 102  |
| 10 | Suècia      | Måns Zelmerlöw                  | "Heroes"                       | 1       | 365  |
| 11 | Xipre       | John Karayiannis                | "One thing I should have done" | 22      | 11   |
| 12 | Austràlia   | Guy Sebastian                   | "Tonight again"                | 5       | 196  |
| 13 | Bèlgica     | Loïc Nottet                     | "Rhythm inside"                | 4       | 217  |
| 14 | Àustria     | The Makemakes                   | "I am yours"                   | 27      | 0    |
| 15 | Grècia      | Maria Elena Kyriakou            | "One last breath"              | 19      | 23   |
| 16 | Montenegro  | Knez                            | "Adio"                         | 13      | 44   |
| 17 | Alemanya    | Ann Sophie                      | "Black smoke"                  | 26      | 0    |
| 18 | Polònia     | Monika Kuszyńska                | "In the name of love"          | 23      | 10   |
| 19 | Letònia     | Aminata                         | "Love injected"                | 6       | 186  |
| 20 | Romania     | Voltaj                          | "De la capăt"                  | 15      | 35   |
| 21 | Espanya     | Edurne                          | "Amanecer"                     | 21      | 15   |
| 22 | Hongria     | Boggie                          | "Wars for nothing"             | 20      | 19   |
| 23 | Geòrgia     | Nina Sublatti                   | "Warrior"                      | 11      | 51   |
| 24 | Azerbaidjan | Elnur Hüseynov                  | "Hour of the wolf"             | 12      | 49   |
| 25 | Rússia      | Polina Gagarina                 | "A million voices"             | 2       | 303  |
| 26 | Albània     | Elhaida Dani                    | "I'm alive"                    | 17      | 34   |
| 27 | Itàlia      | Il Volo                         | "Grande amore"                 | 3       | 292  |